# Partita viaggiante
La partita viaggiante è una modalità operativa utilizzata per gli addebiti fuori piazza fra due filiali di uno stesso istituto di credito.
Se il cliente di una banca effettua un prelievo di denaro in sedi diverse dalla filiale presso la quale ha aperto il conto corrente, dovrà firmare un modulo detto "partita viaggiante", che la filiale dove effettua il prelievo invierà a mezzo posta a quella dove ha aperto il conto, per la successiva registrazione contabile.
Le partite viaggianti in genere sono inviate un giorno alla settimana, lo stesso per tutte le filiali di una banca.
Per l'istituto di credito sono rischiose, perché se non vengono recapitate correttamente, l'istituto avrà una perdita secca, il cliente avrà ottenuto del denaro senza alcun addebito sul suo conto corrente.
Molti istituti prevedono la cosiddetta "circolarità", ossia garantiscono l'operatività anche fra filiali fuori piazza. Quando un cliente preleva fuori dalla filiale presso la quale ha aperto il conto, in questi casi, si effettua una registrazione informatica, analoga a quella che farebbero in tale filiale. Ciò presume che le filiali siano collegate in una Intranet sicura.
In altri istituti di credito, la struttura informatica è rimasta a quelle dei primi anni '70: ogni filiale ha un suo server, scollegato dalla rete, sul quale risiedono fisicamente i conti correnti dei clienti.